# Theodor Broczyner
Theodor Broczyner, später Theodor Brosh (geboren 1. Januar 1900 in Strážov, Österreich-Ungarn; gestorben unbekannt) war ein österreichisch-israelischer Finanzbeamter und Hochschullehrer.

## Leben und Wirken
Theodor Broczyner wurde am 1. Januar 1900 als Sohn des Getreidehändlers Samuel Broczyner (* 1859 in Österreich; † 1934 in Haifa) und dessen Ehefrau Hinda (geborene Laub; * 1866 in Österreich; † 1937 in Haifa) geboren. Neben einer Schwester (* 1901; † ?), hatte er auch noch drei Brüder, von denen zwei, darunter ein Arzt, noch während des Zweiten Weltkriegs in den Jahren 1940 und 1941 starben. Nach Besuch des Gymnasiums studierte Broczyner von 1919 bis 1923 in Berlin und Königsberg und promovierte im Jahre 1923 (Dr. rer. pol.). Seine Dissertation behandelte die sozialistischen Theorien von Theodor Hertzka, Franz Oppenheimer und Eugen Dühring. 1925 heiratete er die 1905 in Halle geborene Edith Mendelsohn, mit der er die 1927 geborene Tochter Mirjam Awin, eine spätere medizintechnische Assistentin, hatte. Beruflich war Broczyner bis November 1938 als Angestellter bei den Hirsch Kupfer- und Messingwerken in Berlin angestellt, wobei er mitunter auch als Leiter der Verkaufsabteilung des Unternehmens tätig.
Im Februar 1939 emigrierte er mit Frau und Kind mit A-1-Zertifikat nach Palästina. Von Juli 1939 bis Dezember 1940 leitete er die Buchhaltungsabteilung der Semel Shipping Co. Ltd., eine Tochtergesellschaft von Perdess Export Syndicate, in Tel Aviv. Nachdem er im Jahre 1941 kurzzeitig die Leitung der Buchhaltungsabteilung des Citrus Control Boards übernommen hatte, war er ab demselben Jahr bis 1961 über einen Zeitraum von über 20 Jahren bei der Obersten Steuerbehörde der Mandatsregierung (ab 1948 der israelischen Regierung) angestellt. Bei dieser fungierte er mitunter als Steuerinspektor, leitender Steuerinspektor, sowie stellvertretender Leiter der Abteilung. In den Jahren 1953 bis 1960 war er zudem Leiter und Direktor der Abteilung für Einkommensteuer und war in seinem letzten Dienstjahr 1961 Berater für Doppelbesteuerungsfragen. Darüber hinaus war er von 1958 bis 1969 als Dozent für Steuerrecht an der Hebräischen Universität Jerusalem und der Universität Tel Aviv tätig.
Zum Zeitpunkt der Recherchetätigkeiten (1978) für das von Werner Röder im Jahre 1980 herausgegebene Biographische Handbuch der deutschsprachigen wirtschaftswissenschaftlichen Emigration nach 1933–1945, Band 1: Politik, Wirtschaft, Öffentliches Leben lebte Broczyner, der nach seiner Einwanderung den Familiennamen Brosh angenommen hatte, in Jerusalem.

## Schriften
- Die sozialistischen Systeme von Hertzka und Oppenheimer in ihrer Abhängigkeit von Eugen Dühring : (Literarhist. u. krit. Beitr. zu einer Theorie d. Liberalen Sozialismus). Königsberg, R.- u. staatswiss. Diss., 1922